# Microregione di Paraibuna/Paraitinga
Paraibuna/Paraitinga è una microregione dello Stato di San Paolo in Brasile, appartenente alla mesoregione di Vale do Paraíba Paulista.

## Comuni
Comprende 7 comuni:
- Cunha
- Jambeiro
- Lagoinha
- Natividade da Serra
- Paraibuna
- Redenção da Serra
- São Luís do Paraitinga